# Organisation für das Verbot chemischer Waffen
Die Organisation für das Verbot chemischer Waffen (englisch Organisation for the Prohibition of Chemical Weapons, OPCW) ist eine unabhängige internationale Organisation, die durch die Vertragsstaaten der Chemiewaffenkonvention begründet wurde. Sie überwacht die Einhaltung und Umsetzung dieser Konvention und legt die Rahmenbedingungen für die Vernichtung von Chemiewaffen fest.

## Organisation

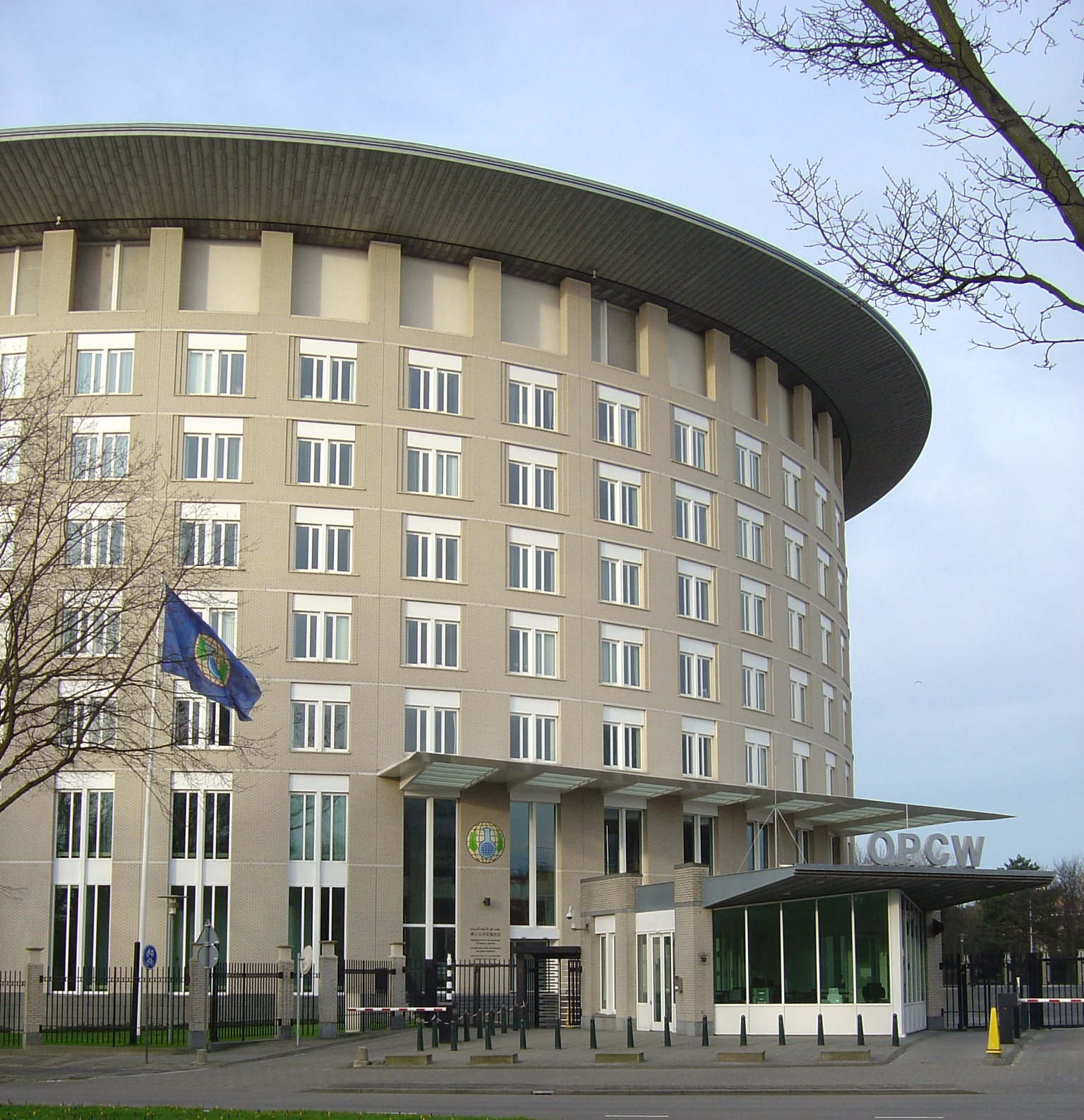
Sitz der OPCW in Den Haag

Mitglieder der OPCW sind die Vertragsstaaten des Chemiewaffenübereinkommens. Sie hat ihren Sitz in Den Haag/Niederlande und verfügt über folgende Organe:
die Konferenz der Vertragsstaaten, den Exekutivrat sowie das Technische Sekretariat (Art. VIII lit. B, C und D der Chemiewaffenkonvention). Sie steht in besonderen vertraglichen Beziehungen zu den Vereinten Nationen.
Die OPCW wird von einem Generaldirektor geleitet, der von der Konferenz der Vertragsstaaten ernannt wird (Art. VIII Abs. 21 lit. d der Chemiewaffenkonvention). Seit dem 25. Juli 2018 ist dies der spanische Diplomat Fernando Arias González. Seine Vorgänger waren der türkische Diplomat Ahmet Üzümcü (seit dem 25. Juli 2010), der Argentinier Rogelio Pfirter (seit dem 25. Juli 2002) und der Brasilianer José Maurício Bustani (seit dem 13. Mai 1997).
Wie in den Bestimmungen der Chemiewaffenkonvention vorgegeben, nahm die OPCW 180 Tage nach der Ratifikation von 65 Unterzeichnerstaaten (Art. XXI der Chemiewaffenkonvention) am 29. April 1997 ihre Arbeit auf. An diesem Tag trat das Verbot auch für die Bundesrepublik Deutschland in Kraft. Mit dem Beitritt von Palästina, der am 16. Juni 2018 in Kraft trat, gehören 193 Staaten der Organisation an. Damit haben nur vier Staaten die Chemiewaffenkonvention nicht unterzeichnet bzw. noch nicht ratifiziert: Ägypten, Israel, Nordkorea und der Südsudan.
Britische und niederländische Behörden gaben im Oktober 2018 bekannt, dass Mitglieder der Hackergruppe Einheit 26165 des russischen Geheimdienstes GRU versucht hatten, in das Wi-Fi-Netzwerk der OPCW einzudringen. Die beteiligten russischen Agenten, welche zuvor auch schon die Welt-Anti-Doping-Agentur in Lausanne als Ziel hatten, wurden von den niederländischen Behörden festgenommen, konnten aber wegen ihrer Diplomatenpässe nicht festgehalten werden und wurden ausgewiesen. Im Juli 2020 verhängte die Europäische Union (EU) diesbezüglich Sanktionen in Form von Einreiseverboten und Kontensperrungen gegen vier beteiligte Agenten, sowie gegen das GRU-Hauptzentrum für Spezialtechnologien.

## Verpflichtungen des Vertrags

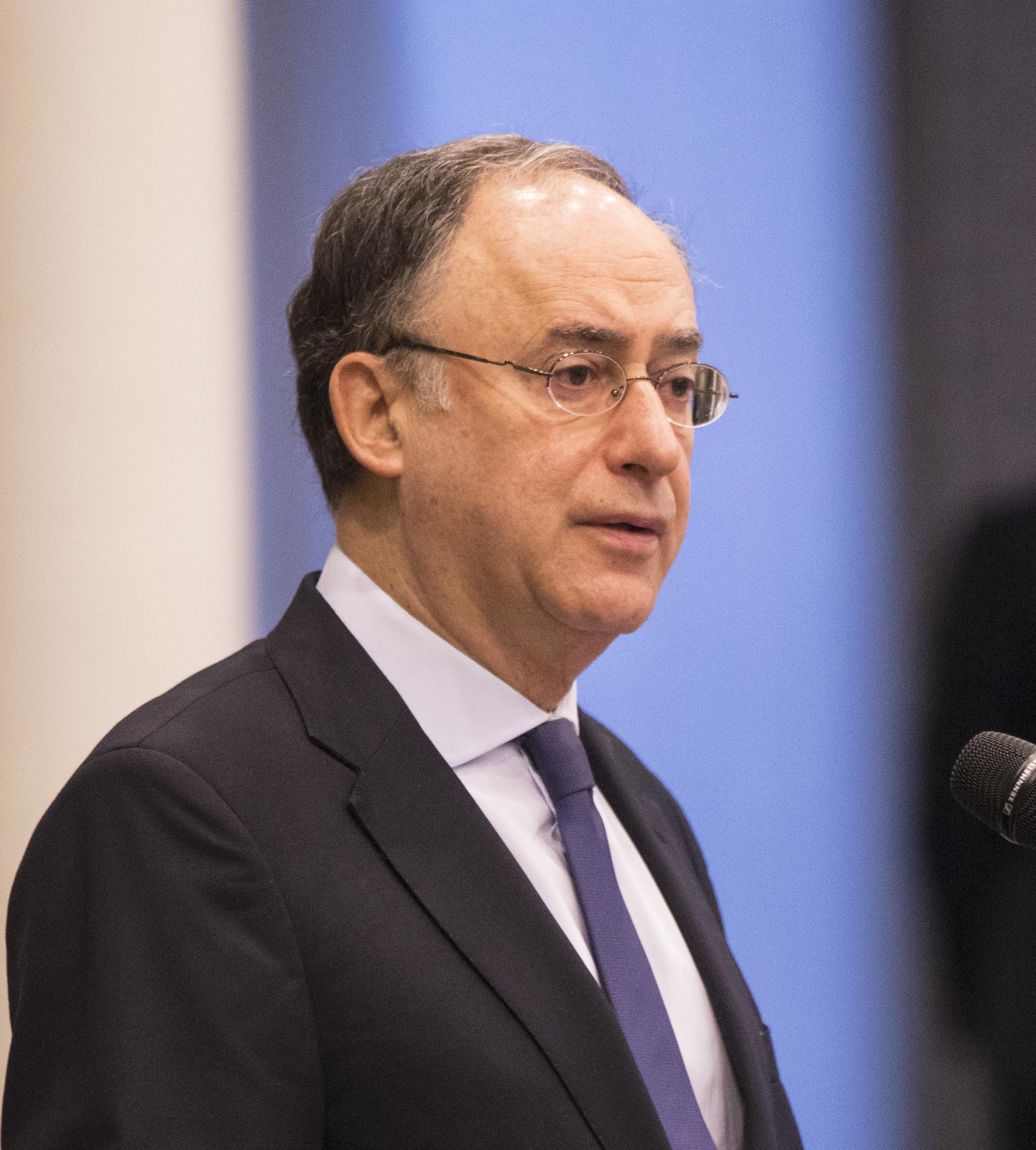
OPCW-Generaldirektor Fernando Arias (2018)

Die Vertragsstaaten sind verpflichtet, jährliche Berichte über die Maßnahmen zur Umsetzung der Konvention abzugeben. Als Bindeglied zur OPCW müssen alle Vertragsstaaten eine Informationsbehörde benennen. In Deutschland übernimmt das Auswärtige Amt diese Funktion, in Österreich ist es das Bundesministerium für Wirtschaft und Arbeit. Ständiger Vertreter der Bundesrepublik Deutschland bei der OPCW war von 2014 bis 2017 Christoph Israng; seine Nachfolgerin war Christine Weil. von 2020 bis 2022 hatte Gudrun Lingner diesen Posten inne. Sie wurde im Sommer 2022 von Thomas Schieb abgelöst. Ein Referenzlabor für die Bundesrepublik Deutschland wird vom Sanitätsdienst der Bundeswehr am Institut für Pharmakologie und Toxikologie der Bundeswehr betrieben.

## Arbeitsweise
Der Exekutivrat besteht aus unabhängigen Inspektoren, die zu unangemeldeten Besuchen in Militäranlagen, zivilen Industriebetrieben und Laboratorien befugt sind und die Vernichtung von Chemiewaffen überwachen. In Deutschland werden die Industriekontrollen durch das Bundesamt für Wirtschaft und Ausfuhrkontrolle durchgeführt. Des Weiteren führt die Organisation umfangreiche Datenbanken über chemische Kampfstoffe und deren Abwehr, berät die Staaten bei Schutzmaßnahmen für Mensch und Umwelt. 22 „Environmental“  und 18 „Biomedical“ (wie z. B. das deutsche InstpharmtoxBw der Bundeswehr) Vertrauenslabore werden beauftragt, Analysen durchzuführen. Alle Labore müssen sich in jährlichen Prüfungen bewähren.

## Finanzierung
Finanziert wird die Organisation durch Mitgliedsbeiträge, die an den üblichen Verteilungsschlüssel der Vereinten Nationen angelehnt sind. Damit sind die USA mit 22 % der größte Geldgeber. Es folgen Japan mit etwa 19,5 % und Deutschland mit rund 10 %. Das jährliche Gesamtbudget beträgt 2020  rund 71 Millionen Euro.
Das amtliche Nachrichtenportal „Global Affairs Canada“ hat am 29. Juni 2017 namens des Außenministeriums in Ottawa, Ontario, mitgeteilt: Kanada stellt der Organisation außer-budgetmäßig CAN$ 2,5 Mio., das entspricht US-$ 1,9 Mio., zur Verfügung. Außenministerin Chrystia Freeland zufolge dient die Summe dazu, dass die Organisation ihre Untersuchungskapazitäten in Syrien erhöht. Es geht um den Giftgasangriff auf Chan Schaichun vom 4. April 2017, den zahlreiche Länder dem Baschar al-Assad-Regime zuschrieben und den die US-Regierung mit einem gezielten Luftangriff beantwortete. Ebenfalls am 29. Juni hatte die OPCW ausgesagt, dass jedenfalls einer der Kombattanten im April Sarin eingesetzt hatte. Der kanadische Zusatzbetrag soll die Urheber des Angriffs klären und sichern, dass die syrische Regierung tatsächlich vertragsgemäß alle militärischen Giftgasbestände vernichtet hat. Kanada will sich an vorderster Stelle dafür einsetzen, dass Giftgaseinsätze in Syrien endlich aufhören.

## Friedensnobelpreis
Am 11. Oktober 2013 wurde der Organisation der Friedensnobelpreis zuerkannt.
Feierlich verliehen wurde er am 10. Dezember (dem Todestag Alfred Nobels) in der norwegischen Hauptstadt Oslo.